# Acanthogyrus
Acanthogyrus, rod parazitskih crva bodljikave glave iz reda Gyracanthocephala, porodica Quadrigyridae, razred Eoacanthocephala. sastoji se od 29 vrsta

## Vrste
1. Acanthogyrus (Acanthogyrus)
2. Acanthogyrus (Acanthogyrus) acanthogyrus Thapar, 1927
3. Acanthogyrus (Acanthogyrus) tripathii Rai, 1967
4. Acanthogyrus (Acanthosentis)
5. Acanthogyrus (Acanthosentis) acanthuri (Cable and Quick, 1954)
6. Acanthogyrus (Acanthosentis) adriaticus Amin, 2005
7. Acanthogyrus (Acanthosentis) alternatspinus Amin, 2005
8. Acanthogyrus (Acanthosentis) anguillae (Wang, 1981)
9. Acanthogyrus (Acanthosentis) antespinus (Verma and Datta, 1929)
10. Acanthogyrus (Acanthosentis) arii (Bilqees, 1971)
11. Acanthogyrus (Acanthosentis) bacailai (Verma, 1973)
12. Acanthogyrus (Acanthosentis) barmeshoori Amin, Gholami, Akhlaghi and Heckmann, 2013
13. Acanthogyrus (Acanthosentis) betwai (Tripathi, 1956)
14. Acanthogyrus (Acanthosentis) bilaspurensis (Chowhan, Gupta and Khera, 1987)
15. Acanthogyrus (Acanthosentis) cameroni (Gupta and Kajaji, 1969)
16. Acanthogyrus (Acanthosentis) cheni Amin, 2005
17. Acanthogyrus (Acanthosentis) dattai (Podder, 1938)
18. Acanthogyrus (Acanthosentis) giuris (Soota and Sen, 1956)
19. Acanthogyrus (Acanthosentis) gobindi (Chowhan, Gupta and Khera, 1987)
20. Acanthogyrus (Acanthosentis) golvani (Gupta and Jain, 1980)
21. Acanthogyrus (Acanthosentis) heterospinus (Khan and Bilqees, 1990)
22. Acanthogyrus (Acanthosentis) holospinus (Sen, 1937)
23. Acanthogyrus (Acanthosentis) indicus (Tripathi, 1956)
24. Acanthogyrus (Acanthosentis) intermedius (Achmerov and Dombrovskaja-Achmerova, 1941)
25. Acanthogyrus (Acanthosentis) lizae (Wang, 1986)
26. Acanthogyrus (Acanthosentis) malawiensis Amin and Hendrix, 1999
27. Acanthogyrus (Acanthosentis) maroccanus (Dollfus, 1951)
28. Acanthogyrus (Acanthosentis) multispinus Wang, 1966
29. Acanthogyrus (Acanthosentis) nigeriensis (Dollfus and Golvan, 1956)
30. Acanthogyrus (Acanthosentis) papilo (Troncy and Vassiliades, 1974)
31. Acanthogyrus (Acanthosentis) parareceptaclis Amin, 2005
32. Acanthogyrus (Acanthosentis) partispinus (Furtado, 1963)
33. Acanthogyrus (Acanthosentis) paucispinus Wang, 1966
34. Acanthogyrus (Acanthosentis) periophthalmi (Wang, 1980)
35. Acanthogyrus (Acanthosentis) phillipi (Mashego, 1988)
36. Acanthogyrus (Acanthosentis) putitorae (Chowhan, Gupta and Khera, 1988)
37. Acanthogyrus (Acanthosentis) scomberomori (Wang, 1980)
38. Acanthogyrus (Acanthosentis) seenghalae (Chowhan, Gupta and Khera, 1988)
39. Acanthogyrus (Acanthosentis) shashiensis (Tso, Chen and Chien, 1974)
40. Acanthogyrus (Acanthosentis) shuklai (Agrawal and Singh, 1982)
41. Acanthogyrus (Acanthosentis) siamensis (Farooqi and Sirikanchana, 1987)
42. Acanthogyrus (Acanthosentis) similis (Wang, 1980)
43. Acanthogyrus (Acanthosentis) sircari (Podder, 1941)
44. Acanthogyrus (Acanthosentis) thapari (Parasad, Sahay and Shambhunath, 1969)
45. Acanthogyrus (Acanthosentis) tilapiae (Baylis, 1948)
46. Acanthogyrus (Acanthosentis) vancleavei (Gupta and Fatma, 1986)
47. Acanthogyrus (Acanthosentis) vittatusi (Verma, 1973)